# Volta Internacional da Pampulha 2009
A Volta Internacional da Pampulha 2009 foi a décima primeira edição do evento. Realizada no dia 6 de dezembro em Belo Horizonte, a corrida compreende os 17,8 quilômetros do entorno da Lagoa da Pampulha. Os vencedores foram os quenianos Nicholas Koech, conquistando o bi-campeonato na categoria masculino e Pasalia Chepkorir, no feminino.

## Resultados

### Masculino
| Pos | Nº | Atleta                   | Idade | Equipe                       | Tempo    | Tempo    |
| Pos | Nº | Atleta                   | Idade | Equipe                       | Bruto    | Líquido  |
| --- | -- | ------------------------ | ----- | ---------------------------- | -------- | -------- |
| 1   | 1  | Nicholas Kiprutto Koech  | 27    | Fila                         | 00:52:48 | 00:52:48 |
| 2   | 30 | Martin Sule              | 26    | Fila                         | 00:52:59 | 00:52:58 |
| 3   | 2  | Franck Caldeira          | 26    | Cruzeiro Esporte Clube       | 00:53:00 | 00:52:59 |
| 4   | 3  | Giomar Pereira da Silva  | 37    | Cruzeiro Esporte Clube       | 00:53:29 | 00:53:28 |
| 5   | 21 | Giovani dos Santos       | 28    | Pé de Vento                  | 00:53:36 | 00:53:36 |
| 6   | 37 | Stanley Kipleting Biwott | 23    | Fila                         | 00:53:48 | 00:53:47 |
| 7   | 4  | Michel Gyuliu Ferenc     | 36    | Cruzeiro Esporte Clube       | 00:53:53 | 00:53:52 |
| 8   | 14 | Damião Ancelmo de Souza  | 30    | Gran Cursos/Free Corner/Corp | 00:54:01 | 00:54:00 |
| 9   | 53 | Solonei Rocha da Silva   | 27    |                              | 00:54:05 | 00:54:05 |
| 10  | 25 | Joshua Kiprugut Kemei    | 26    | Fila                         | 00:54:25 | 00:54:24 |

### Feminino
| Pos | Nº | Atleta                               | Idade | Equipe                  | Tempo    | Tempo    |
| Pos | Nº | Atleta                               | Idade | Equipe                  | Bruto    | Líquido  |
| --- | -- | ------------------------------------ | ----- | ----------------------- | -------- | -------- |
| 1   | 72 | Pasalia Kipkoech Chepkorir           | 26    | Fila                    | 01:00:39 | 01:00:39 |
| 2   | 63 | Eunice Jepkirui Kirwa                | 25    | Fila                    | 01:01:29 | 01:01:29 |
| 3   | 65 | Margaret Karie Toroitich             | 30    | Fila                    | 01:03:41 | 01:03:41 |
| 4   | 73 | Rosângela Raimunda Pereira Faria     | 34    | Esporte Clube Pinheiros | 01:03:48 | 01:03:48 |
| 5   | 70 | Marizete Moreira dos Santos          | 34    | Caso/Caixa/Supercel     | 01:03:55 | 01:03:55 |
| 6   | 75 | Tatiele Roberta de Carvalho          | 20    | SICREDI                 | 01:05:10 | 01:05:10 |
| 7   | 62 | Conceição de Maria Carvalho Oliveira | 34    | Find Yourself/Caixa     | 01:05:54 | 01:05:54 |
| 8   | 64 | Lucélia de Oliveira Peres            | 28    | Mizuno/UPIS             | 01:06:07 | 01:06:07 |
| 9   | 61 | Edielza Alves dos Santos             | 29    | Cruzeiro Esporte Clube  | 01:06:42 | 01:06:42 |
| 10  | 79 | Antonia Bernadete Lins da Silva      | 32    | CENTISER                | 01:06:43 | 01:06:43 |